# Descuento (finanzas)
En el ámbito de la economía financiera, descuento es una operación que se lleva a cabo en instituciones bancarias en las que éstas adquieren pagarés o letras de cambio de cuyo valor nominal se descuenta el equivalente a los intereses que generaría el papel entre su fecha de emisión y la fecha de vencimiento.

## Descuento
- El descuento legal o racional. En el descuento racional, el descuento se calcula aplicando el tipo de interés y las leyes del interés simple, mientras que en el comercial, el descuento se calcula sobre el valor nominal del documento.

{\displaystyle D={\frac {N\cdot i\cdot t}{1+i\cdot t}}}
- Descuento de los Títulos de Créditos comerciales

Es la adquisición, por parte del descontador, de un crédito a cargo de un tercero, de que es titular el descontatario, mediante el pago al contado del importe del crédito, menos la tasa del descuento.
Se calculan utilizando la fórmula:
{\displaystyle D=N\cdot d\cdot t}
Donde:
- D es igual al descuento efectuado
- N es el valor nominal del documento
- i representa la tasa de interés del descuento
- d representa la tasa de descuento aplicada
- t representa el tiempo.

- Datos: Q10998070